# Curt Moeller
Curt Moeller  (* 1. Juni 1910 in Hamburg; † 20. März 1965 ebenda) war ein deutscher Arzt und ein Pionier der Dialyse.

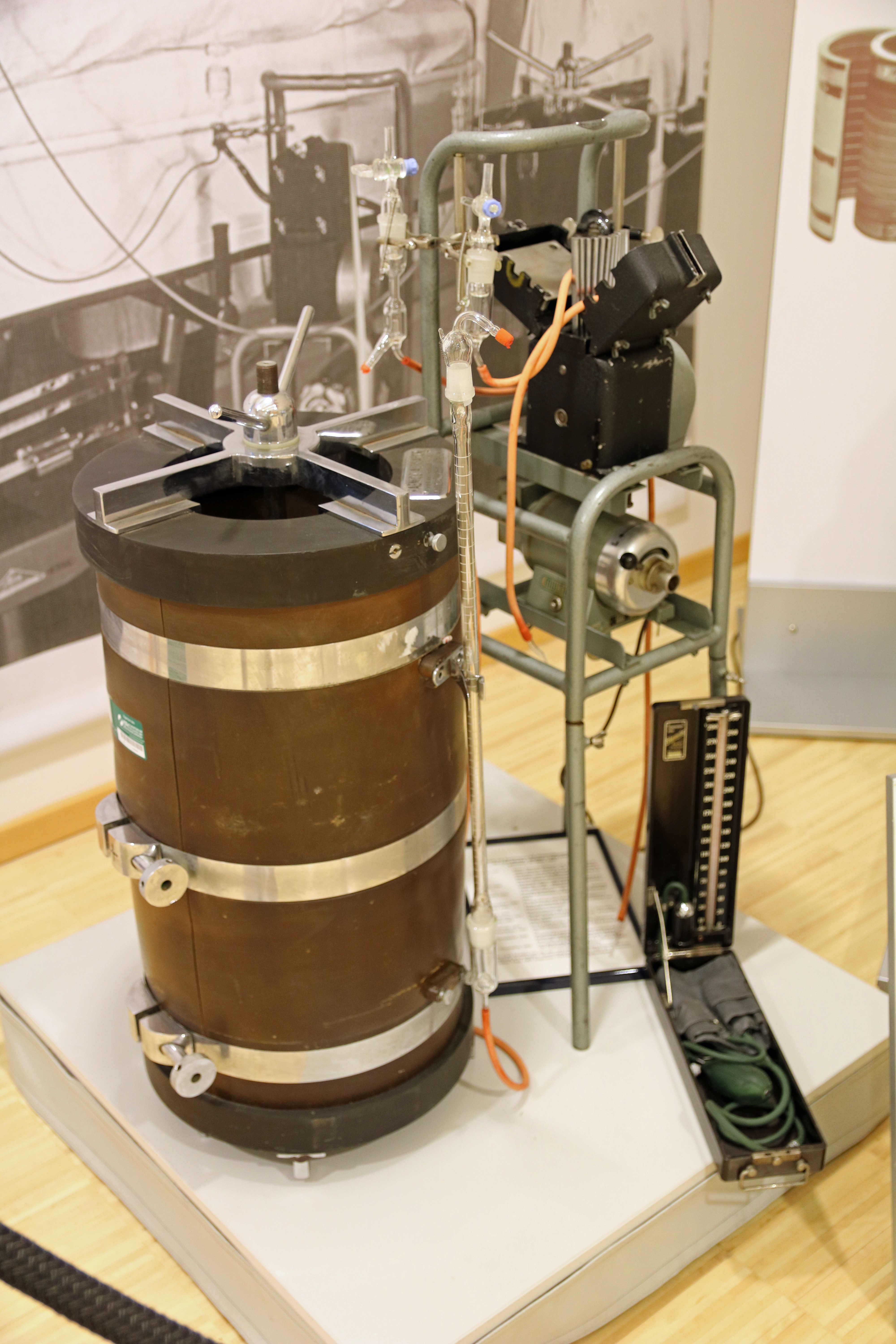
Moeller-Niere Typ III aus dem Jahre 1955 (Dialysemuseum Fürth)

## Leben und Leistung
Moeller führte schon 1947 im Marienkrankenhaus Hamburg die Peritonealdialyse durch, sein Hauptaugenmerk galt jedoch seit 1948 der Entwicklung einer Apparatur für die Hämodialyse. Obwohl die Dialyse zunächst von führenden Internisten abgelehnt wurde, entwickelte Moeller seine „Künstliche Niere“ weiter, wobei er mit der Firma Alfred Hübscher KG, Hamburg, zusammenarbeitete. Schon 1948 hatte er das erste Modell eines Hämodialysators fertiggestellt, das bereits eine Luftfalle zur Verhinderung von Luftembolien besaß. Im Oktober 1951 meldete er sein „Blut-Dialysegerät“ zum Patent an, das am 19. Juni 1952 erteilt wurde. 1952 wurde er Chefarzt im Krankenhaus Lütjensee und ließ sich nach Auflösung dieses Krankenhauses 1958 in Hamburg-Wandsbek als Internist nieder.
Das Prinzip der Moeller-Niere bestand aus einem 7,5 bis 11,4 Meter langen Zellophan-Schlauch als Dialysemembran, den ein abnehmbarer Mantel aus Hartgummi umhüllte. Der blutführende Hohlraum im Schlauch wurde außen von einer Ringer-Laktat-Mischung (Dialysat) im Gegenstromprinzip durchflossen. Die Modelle I bis III der Moeller-Niere unterscheiden sich durch die Oberflächen der Dialysemembranen, die von 0,25 auf 0,9 Quadratmeter gesteigert wurden. Das Modell III (siehe Abbildung) war im September 1955 einsatzfähig. Die Moeller-Niere war transportabel und wurde einschließlich eines Flammenphotometers von Moeller in einem VW Käfer transportiert. Moeller suchte bei Bedarf auch entfernte Behandlungsorte auf, um Patienten mit akutem Nierenversagen zu behandeln, so in den Universitätskliniken Göttingen und Halle/Saale. Die erste Hämodialyse führte er im Februar 1954 im Krankenhaus Hamburg-Heidberg durch. Im Vergleich zu heutigen Dialysegeräten war der zeitliche Aufwand zur Hämodialyse außerordentlich hoch, weswegen Moeller noch ein viertes Modell in Form eines Spulendialysators ähnlich der Coil-Niere von Kolff und Watschinger entwickelte.
Moeller und seine Mitarbeiter entwickelten zudem eine dann von der Firma Seca gebaute Bettwaage für die an den Dialysator angeschlossenen Patienten.
Im Jahre 1985 wurde anlässlich des 50-jährigen Bestehens der Firma Hübscher die „Dr. med. Curt Moeller-Gedächtnisstiftung zur Verbesserung der Sicherheit auf medizinischem Gebiet“ gegründet.